# 克里普托斯
克里普托斯（Kryptos）是一座位于美国維珍尼亞州中央情报局（CIA）广场上的雕塑作品。由美国艺术家吉姆·山朋建造，于1990年11月3日建成完工。雕塑上包含865个难解的字符，是一段经过加密的信息。该密文是由吉姆·山朋和前美国中央情报局密码破译中心负责人爱德华·沙伊特（Ed Scheidt）合作完成。自建成以来，吸引了无数的密码学爱好者试图破译该段密文的真实信息，但至今仍未能完全破译出来。

## 简介
该雕塑由红色的花岗岩，红色和绿色的石板，白色的石英，石化的木头，天然磁石以及铜构成。坐落于美国中央情报局新的总部办公大楼广场的西北角。
雕塑的名称Kryptos来源于希腊文，意为“隐藏”。雕塑的主题为“情报收集”。雕塑是一座仿佛卷轴般的垂直于地面的巨大的S型铜屏风，又仿佛如一页从电脑打印机中打印出来的密码文件。雕塑上的“碑文”包含四段密文，每段密文由不同的加密方法编制而成。

## 密文
雕塑的一半是由总共865个字符组成的密文，另一半是一个维热纳尔密码（Vigenère）表。桑伯恩曾经透露，雕塑的谜语中还包含着谜语，只有四段密文被完整解密后才能破解。他宣称在雕塑落成时，曾将完整的谜题答案告诉了中央情报局局长威廉·H·韦伯斯特（William H. Webster）。但在2005年1月wired.com的采访中，桑伯恩称他也不知道完整的答案。他证实第二段密文中所说的“谁知道确切的地址？只有WW。”中的“WW”就是指威廉·韦伯斯特。

## 破解者
- 来自于南加利福尼亚的计算机科学家詹姆斯·吉罗格利（James Gillogly）于1999年第一个公开宣称破解了密文的前三段。他破解了密文的前三段，包含768个字符。
- 在吉罗格利发表声明后，中央情报局透露他们的分析员戴维·斯坦（David Stein）于1998年即用铅笔和稿纸破解出来了同样部分的密文。只不过只有中情局内部知道这个消息，并没有对外宣布。
- 美国国家安全局（National Security Agency)也同时宣称他们有雇员破解了这个密文，但直到2005年才对外宣布破解者的相关信息。破解者是由肯·米勒（Ken Miller）和丹尼斯·麦克丹尼领导的一个小组，该小组还包括两位不知名者。这个破解小组于1992年利用一台电脑对密文1-3部分做出了破解，但他们也未能破解出第四部分的密文。

## 相关文化
丹·布朗的小说《达芬奇密码》中有涉及到克里普托斯。小说的广告中有些声称该书本身包含了四个密码，能解开它们的读者将获得一笔奖金。事实上秘密的答案其实就藏在书皮上，书皮上倒印有纬度和经度的坐标。坐标地是位于弗吉尼亚的中央情报局总部，只是在纬度上差了一度。当丹·布朗本人被问及为何要在纬度上偏差一度时，他回答，“偏差是有意为之。”
在丹·布朗于2009年的小说《失落的秘符》中，克里普托斯与其已被破解的密文有在小说中被提及。

## 雕塑家的澄清
2006年4月19日，桑伯恩联系雅虎上的Kryptos小组 （页面存档备份，存于），告诉他们目前破解出来的第二段密文是错误的。建造雕塑时，为了美观，他去掉了密文中的一个字母。所以密文中的一部分应该破解成“XLAYERTWO”，而不是过去破解的“IDBYROWS”。
这个修改对于破解第四部分的密文有无帮助还不清楚，桑伯恩暗示可能会有关系。